# Gruppo Sportivo Porto Robur Costa 2023-2024
Questa voce raccoglie le informazioni riguardanti il Gruppo Sportivo Porto Robur Costa nelle competizioni ufficiali della stagione 2023-2024.

## Stagione
Nella stagione 2023-24 il Gruppo Sportivo Porto Robur Costa assume la denominazione sponsorizzata di Consar Ravenna.
Partecipa per la seconda volta consecutiva al campionato di Serie A2 classificandosi quarta al termine della regular season: la posizione gli permette di accedere ai play-off promozione, dove viene eliminata nelle semifinali dall'M&G.
La posizione in regular season consente al club di accedere anche alla Coppa Italia di Serie A2, dove giunge fino alla finale, persa contro l'Atlantide Brescia.

## Organigramma societario
Area direttiva
- Presidente: Matteo Rossi
- Vicepresidente: Daniela Giovanetti
- Direttore sportivo: Marco Bonitta
- Team manager: Mattia Castellucci
- Segreteria generale: Tamara Pantaleone

Area tecnica
- Allenatore: Marco Bonitta
- Allenatore in seconda: Saverio Di Lascio
- Assistente allenatore: Francesco Mollo
- Scout man: Hiroko Nishikubo (dal 10 dicembre 2023)
- Responsabile settore giovanile: Marco Bonitta

Area comunicazione
- Addetto stampa: Massimo Montanari
- Relazioni esterne: Maria Teresa Arfelli
- Social media manager: Maria Teresa Arfelli
- Responsabile eventi: Maria Teresa Arfelli

Area marketing
- Responsabile marketing: Tamara Pantaleone
- Responsabile biglietteria: Cristina Adifi

Area sanitaria
- Responsabile staff medico: Emanuele Lupetti
- Medico sociale: Carlo Casadio
- Preparatore atletico: Simone Ade
- Fisioterapista: Stefano Bandini

## Rosa
| N° | Nome                  | Ruolo | Data di nascita   | Nazionalità sportiva |
| -- | --------------------- | ----- | ----------------- | -------------------- |
| 1  | Stefano Mengozzi      | C     | 6 maggio 1985     | Italia               |
| 2  | Leonardo Chiella      | L     | 23 settembre 2006 | Italia               |
| 6  | Marco Rocco Panciocco | S     | 3 novembre 1999   | Italia               |
| 7  | Alessandro Bovolenta  | O     | 27 maggio 2004    | Italia               |
| 8  | Martins Arasomwan     | C/O   | 1º gennaio 1995   | Italia               |
| 9  | Filippo Bartolucci    | C     | 23 luglio 2003    | Italia               |
| 10 | Riccardo Goi          | L     | 24 agosto 1992    | Italia               |
| 11 | Filippo Mancini       | P     | 7 settembre 2004  | Italia               |
| 12 | Lorenzo Rossetti      | S     | 15 marzo 2006     | Italia               |
| 14 | Mattia Orioli         | S     | 23 marzo 2004     | Italia               |
| 15 | Alexandros Raptīs     | S     | 16 febbraio 2000  | Grecia               |
| 16 | Antonino Russo        | P     | 9 aprile 2004     | Italia               |
| 17 | Jan Feri              | S     | 1º febbraio 2004  | Italia               |
| 18 | Lorenzo Grottoli      | C     | 18 febbraio 2000  | Italia               |
| 24 | Lorenzo Menichini     | C     | 1º luglio 2005    | Italia               |
| 77 | Evan Falardeau        | S     | 7 ottobre 1999    | Canada               |
| 99 | Felipe Benavídez      | S     | 31 gennaio 1997   | Portogallo           |

## Mercato
| Acquisti                               | Acquisti              | Acquisti            | Acquisti   |
| R.                                     | Nome                  | da                  | Modalità   |
| -------------------------------------- | --------------------- | ------------------- | ---------- |
| C                                      | Filippo Bartolucci    | M&G                 | definitivo |
| S                                      | Evan Falardeau        | Toronto             | definitivo |
| S                                      | Jan Feri              | Il Pozzo            | definitivo |
| C                                      | Lorenzo Grottoli      | Bologna             | definitivo |
| C                                      | Stefano Mengozzi      | Sir Safety Perugia  | definitivo |
| C                                      | Lorenzo Menichini     | Colombo Genova      | definitivo |
| S                                      | Marco Rocco Panciocco | Rinascita Lagonegro | definitivo |
| P                                      | Antonino Russo        | Meta                | definitivo |
| Trasferimenti nel corso della stagione |                       |                     |            |
| S                                      | Felipe Benavídez      | Pineto              | definitivo |
| S                                      | Alexandros Raptīs     | Stade Poitevin      | definitivo |

| Cessioni                               | Cessioni              | Cessioni  | Cessioni      |
| R.                                     | Nome                  | a         | Modalità      |
| -------------------------------------- | --------------------- | --------- | ------------- |
| C                                      | Victorio Ceban        | New Mater | definitivo    |
| C                                      | Francesco Comparoni   | Milano    | fine prestito |
| P                                      | Natale Monopoli       | -         | ritirato      |
| S                                      | Swan N'Gapeth         | ?         | ?             |
| L                                      | Simone Orto           | Belluno   | definitivo    |
| S                                      | Roberto Pinali        | Modena    | definitivo    |
| C                                      | Lorenzo Tomassini     | Garlasco  | definitivo    |
| S                                      | Ranieri Truocchio     | Prata     | definitivo    |
| Trasferimenti nel corso della stagione |                       |           |               |
| S                                      | Marco Rocco Panciocco | Pineto    | definitivo    |

## Risultati

### Serie A2

#### Girone di andata
| 1ª Giornata - 15 novembre 2023 PalaDeAndré, Ravenna                  | Porto Robur Costa | 0 - 3 | Porto Viro        | 18-25, 23-25, 19-25               |
| 2ª Giornata - 22 ottobre 2023 PalaCastagnaretta, Cuneo               | Cuneo             | 3 - 0 | Porto Robur Costa | 25-23, 25-21, 35-33               |
| 3ª Giornata - 28 ottobre 2023 PalaCosta, Ravenna                     | Porto Robur Costa | 3 - 1 | Libertas Brianza  | 25-19, 20-25, 25-18, 25-22        |
| 4ª Giornata - 1º novembre 2023 PalaParenti, Santa Croce sull'Arno    | Lupi Santa Croce  | 0 - 3 | Porto Robur Costa | 20-25, 15-25, 15-25               |
| 5ª Giornata - 5 novembre 2023 PalaDeAndré, Ravenna                   | Porto Robur Costa | 0 - 3 | Atlantide Brescia | 18-25, 21-25, 18-25               |
| 6ª Giornata - 12 novembre 2023 Palasport Comunale, Ortona            | Impavida Ortona   | 1 - 3 | Porto Robur Costa | 18-25, 25-23, 23-25, 14-25        |
| 7ª Giornata - 18 novembre 2023 PalaParenti, Santa Croce sull'Arno    | Emma Villas       | 0 - 3 | Porto Robur Costa | 20-25, 22-25, 31-33               |
| 8ª Giornata - 26 novembre 2023 PalaDeAndré, Ravenna                  | Porto Robur Costa | 3 - 1 | Virtus Aversa     | 25-21, 22-25, 26-24, 25-16        |
| 9ª Giornata - 3 dicembre 2023 Palasport Grottazzolina, Grottazzolina | M&G               | 3 - 1 | Porto Robur Costa | 30-28, 26-24, 16-25, 31-29        |
| 10ª Giornata - 7 dicembre 2023 PalaDeAndré, Ravenna                  | Porto Robur Costa | 3 - 2 | Prata             | 10-25, 25-23, 25-14, 22-25, 15-11 |
| 11ª Giornata - 10 dicembre 2023 PalaDeAndré, Ravenna                 | Porto Robur Costa | 3 - 1 | Tricolore         | 22-25, 25-14, 25-19, 25-17        |
| 12ª Giornata - 17 dicembre 2023 PalaGrotte, Castellana Grotte        | New Mater         | 1 - 3 | Porto Robur Costa | 16-25, 25-22, 15-25, 20-25        |
| 13ª Giornata - 26 dicembre 2023 PalaDeAndré, Ravenna                 | Porto Robur Costa | 3 - 0 | Pineto            | 30-28, 25-23, 25-20               |

#### Girone di ritorno
| 14ª Giornata - 30 dicembre 2023 Palazzetto dello Sport, Porto Viro   | Porto Viro        | 2 - 3 | Porto Robur Costa | 23-25, 25-20, 25-23, 15-25, 12-15 |
| 15ª Giornata - 7 gennaio 2024 PalaDeAndré, Ravenna                   | Porto Robur Costa | 0 - 3 | Cuneo             | 27-29, 19-25, 18-25               |
| 16ª Giornata - 16 gennaio 2024 PalaFrancescucci, Casnate con Bernate | Libertas Brianza  | 0 - 3 | Porto Robur Costa | 26-28, 18-25, 24-26               |
| 17ª Giornata - 21 gennaio 2024 PalaDeAndré, Ravenna                  | Porto Robur Costa | 3 - 0 | Lupi Santa Croce  | 25-23, 25-23, 25-19               |
| 18ª Giornata - 28 gennaio 2024 PalaSanFilippo, Brescia               | Atlantide Brescia | 2 - 3 | Porto Robur Costa | 25-21, 21-25, 21-25, 27-25, 13-15 |
| 19ª Giornata - 4 febbraio 2024 PalaDeAndré, Ravenna                  | Porto Robur Costa | 3 - 0 | Impavida Ortona   | 25-17, 25-21, 25-18               |
| 20ª Giornata - 11 febbraio 2024 PalaDeAndré, Ravenna                 | Porto Robur Costa | 2 - 3 | Emma Villas       | 22-25, 25-22, 18-25, 25-19, 12-15 |
| 21ª Giornata - 18 febbraio 2024 PalaJacazzi, Aversa                  | Virtus Aversa     | 3 - 2 | Porto Robur Costa | 26-24, 20-25, 19-25, 25-21, 15-8  |
| 22ª Giornata - 25 febbraio 2024 PalaDeAndré, Ravenna                 | Porto Robur Costa | 2 - 3 | M&G               | 25-23, 20-25, 25-18, 18-25, 13-15 |
| 23ª Giornata - 2 marzo 2024 PalaCrisafulli, Pordenone                | Prata             | 3 - 2 | Porto Robur Costa | 26-24, 25-19, 15-25, 20-25, 16-14 |
| 24ª Giornata - 9 marzo 2024 PalaBigi, Reggio nell'Emilia             | Tricolore         | 0 - 3 | Porto Robur Costa | 21-25, 22-25, 18-25               |
| 25ª Giornata - 17 marzo 2024 PalaDeAndré, Ravenna                    | Porto Robur Costa | 3 - 1 | New Mater         | 25-14, 22-25, 25-15, 25-19        |
| 26ª Giornata - 24 marzo 2024 Pala Santa Maria, Pineto                | Pineto            | 0 - 3 | Porto Robur Costa | 23-25, 23-25, 25-27               |

#### Play-off promozione
| Gara 1 Quarti di finale - 28 marzo 2024 PalaDeAndré, Ravenna              | Porto Robur Costa | 3 - 0 | Prata             | 25-13, 25-16, 25-16               |
| Gara 2 Quarti di finale - 1º aprile 2024 PalaCrisafulli, Pordenone        | Prata             | 3 - 2 | Porto Robur Costa | 13-25, 22-25, 25-22, 25-15, 17-15 |
| Gara 3 Quarti di finale - 7 aprile 2024 PalaCosta, Ravenna                | Porto Robur Costa | 3 - 0 | Prata             | 25-19, 25-19, 25-19               |
| Gara 1 Semifinali - 11 aprile 2024 Palasport Grottazzolina, Grottazzolina | M&G               | 3 - 1 | Porto Robur Costa | 18-25, 25-23, 25-21, 25-14        |
| Gara 2 Semifinali - 14 aprile 2024 PalaDeAndré, Ravenna                   | Porto Robur Costa | 3 - 0 | M&G               | 25-18, 31-29, 25-18               |
| Gara 3 Semifinali - 17 aprile 2024 Palasport Grottazzolina, Grottazzolina | M&G               | 3 - 2 | Porto Robur Costa | 25-20, 15-25, 25-23, 19-25, 15-10 |

### Coppa Italia di Serie A2
| Andata Quarti di finale - 1º maggio 2024 PalaCrisafulli, Pordenone | Prata             | 1 - 3 | Porto Robur Costa | 25-20, 22-25, 20-25, 12-25 |
| Ritorno Quarti di finale - 5 maggio 2024 PalaDeAndré, Ravenna      | Porto Robur Costa | 3 - 1 | Prata             | 25-16, 26-24, 20-25, 25-17 |
| Semifinali - 11 maggio 2024 PalaCastagnaretta, Cuneo               | M&G               | 0 - 3 | Porto Robur Costa | 18-25, 22-25, 22-25        |
| Finale - 12 maggio 2024 PalaCastagnaretta, Cuneo                   | Porto Robur Costa | 0 - 3 | Atlantide Brescia | 23-25, 20-25, 18-25        |

## Statistiche

### Statistiche di squadra
| Competizione             | Punti | In casa | In casa | In casa | In trasferta | In trasferta | In trasferta | Totale | Totale | Totale |
| Competizione             | Punti | G       | V       | P       | G            | V            | P            | G      | V      | P      |
| ------------------------ | ----- | ------- | ------- | ------- | ------------ | ------------ | ------------ | ------ | ------ | ------ |
| Serie A2                 | 52    | 16      | 11      | 5       | 16           | 9            | 7            | 32     | 20     | 12     |
| Coppa Italia di Serie A2 |       | 1       | 1       | 0       | 1            | 1            | 0            | 4      | 3      | 1      |
| Totale                   | -     | 17      | 12      | 5       | 17           | 10           | 7            | 36     | 23     | 13     |

G = partite giocate; V = partite vinte; P = partite perse 

### Statistiche dei giocatori
| Giocatore     | Serie A2 | Serie A2 | Serie A2 | Serie A2 | Serie A2 | Coppa Italia di Serie A2 | Coppa Italia di Serie A2 | Coppa Italia di Serie A2 | Coppa Italia di Serie A2 | Coppa Italia di Serie A2 | Totale | Totale | Totale | Totale | Totale |
| Giocatore     | P        | PT       | AV       | MV       | BV       | P                        | PT                       | AV                       | MV                       | BV                       | P      | PT     | AV     | MV     | BV     |
| ------------- | -------- | -------- | -------- | -------- | -------- | ------------------------ | ------------------------ | ------------------------ | ------------------------ | ------------------------ | ------ | ------ | ------ | ------ | ------ |
| M. Arasomwan  | 12       | 65       | 53       | 10       | 2        | 2                        | 13                       | 9                        | 2                        | 2                        | 14     | 78     | 62     | 12     | 4      |
| F. Bartolucci | 29       | 250      | 170      | 72       | 8        | 3                        | 11                       | 7                        | 3                        | 1                        | 32     | 261    | 177    | 75     | 9      |
| F. Benavídez  | 21       | 122      | 103      | 5        | 14       | 3                        | 28                       | 24                       | 1                        | 3                        | 24     | 150    | 127    | 6      | 17     |
| A. Bovolenta  | 32       | 635      | 550      | 36       | 49       | -                        | -                        | -                        | -                        | -                        | 32     | 635    | 550    | 36     | 49     |
| L. Chiella    | 4        | 0        | 0        | 0        | 0        | 1                        | 0                        | 0                        | 0                        | 0                        | 5      | 0      | 0      | 0      | 0      |
| E. Falardeau  | 16       | 72       | 63       | 6        | 3        | -                        | -                        | -                        | -                        | -                        | 16     | 72     | 63     | 6      | 3      |
| J. Feri       | 26       | 7        | 2        | 0        | 5        | 4                        | 43                       | 35                       | 1                        | 7                        | 30     | 50     | 37     | 1      | 12     |
| R. Goi        | 32       | 0        | 0        | 0        | 0        | 4                        | 0                        | 0                        | 0                        | 0                        | 36     | 0      | 0      | 0      | 0      |
| L. Grottoli   | 5        | 7        | 6        | 1        | 0        | 4                        | 26                       | 17                       | 9                        | 0                        | 9      | 33     | 23     | 10     | 0      |
| F. Mancini    | 28       | 78       | 24       | 22       | 32       | 4                        | 15                       | 4                        | 2                        | 9                        | 32     | 93     | 28     | 24     | 41     |
| S. Mengozzi   | 29       | 238      | 158      | 79       | 1        | 0                        | 0                        | 0                        | 0                        | 0                        | 29     | 238    | 158    | 79     | 1      |
| L. Menichini  | 0        | 0        | 0        | 0        | 0        | 2                        | 1                        | 1                        | 0                        | 0                        | 2      | 1      | 1      | 0      | 0      |
| M. Orioli     | 32       | 422      | 354      | 41       | 27       | 4                        | 45                       | 41                       | 2                        | 2                        | 36     | 467    | 395    | 43     | 29     |
| M. Panciocco  | 6        | 37       | 34       | 2        | 1        | -                        | -                        | -                        | -                        | -                        | 6      | 37     | 34     | 2      | 1      |
| A. Raptīs     | 6        | 79       | 67       | 6        | 6        | 4                        | 44                       | 36                       | 2                        | 6                        | 10     | 123    | 103    | 8      | 12     |
| L. Rossetti   | 0        | 0        | 0        | 0        | 0        | 1                        | 1                        | 1                        | 0                        | 0                        | 1      | 1      | 1      | 0      | 0      |
| A. Russo      | 30       | 24       | 10       | 1        | 13       | 3                        | 0                        | 0                        | 0                        | 0                        | 33     | 24     | 10     | 1      | 13     |

P = presenze; PT = punti totali; AV = attacchi vincenti; MV = muri vincenti; BV = battute vincenti